# Чипли (Флорида)
Чипли (енгл. Chipley) град је у америчкој савезној држави Флорида. По попису становништва из 2010. у њему је живело 3.605 становника.

## Демографија
Према попису становништва из 2010. у граду је живело 3.605 становника, што је 13 (0,4%) становника више него 2000. године.
| Група             | 2000.         | 2010.         |
| Белци             | 2.407 (67,0%) | 2.398 (66,5%) |
| Афроамериканци    | 1.024 (28,5%) | 968 (26,9%)   |
| Азијати           | 20 (0,6%)     | 41 (1,1%)     |
| Хиспаноамериканци | 52 (1,4%)     | 106 (2,9%)    |
| Укупно            | 3.592         | 3.605         |